# Peridontopyge trauni
Peridontopyge trauni är en mångfotingart som beskrevs av Filippo Silvestri 1907. Peridontopyge trauni ingår i släktet Peridontopyge och familjen Odontopygidae. Inga underarter finns listade i Catalogue of Life.